# Paul Perks
Paul Adalbert Perks (* 4. Oktober 1879 in Görlitz, Provinz Schlesien; † 26. April 1939 in Bochum, Provinz Westfalen) war ein deutscher Maler, Grafiker, Plakat- und Glaskünstler sowie Hochschullehrer.

## Leben

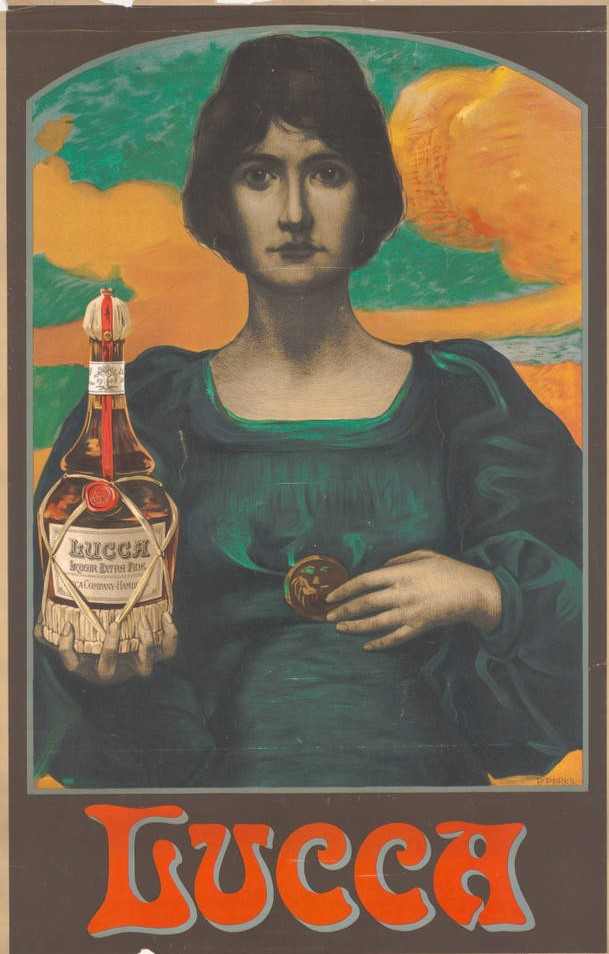
Lucca, Werbeplakat (Lithografie), um 1899

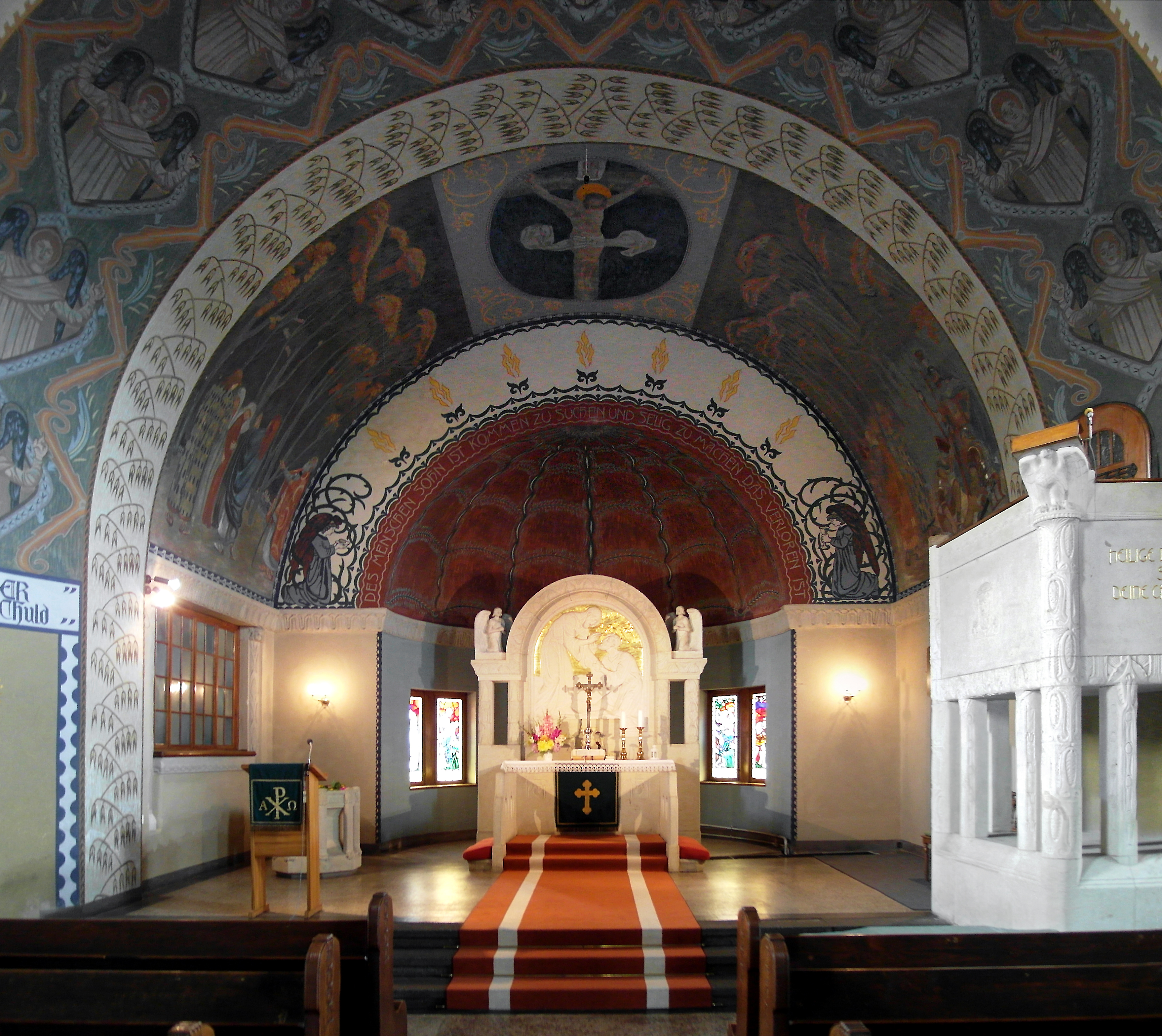
Innenraum St. Trinitatis in Wiesa

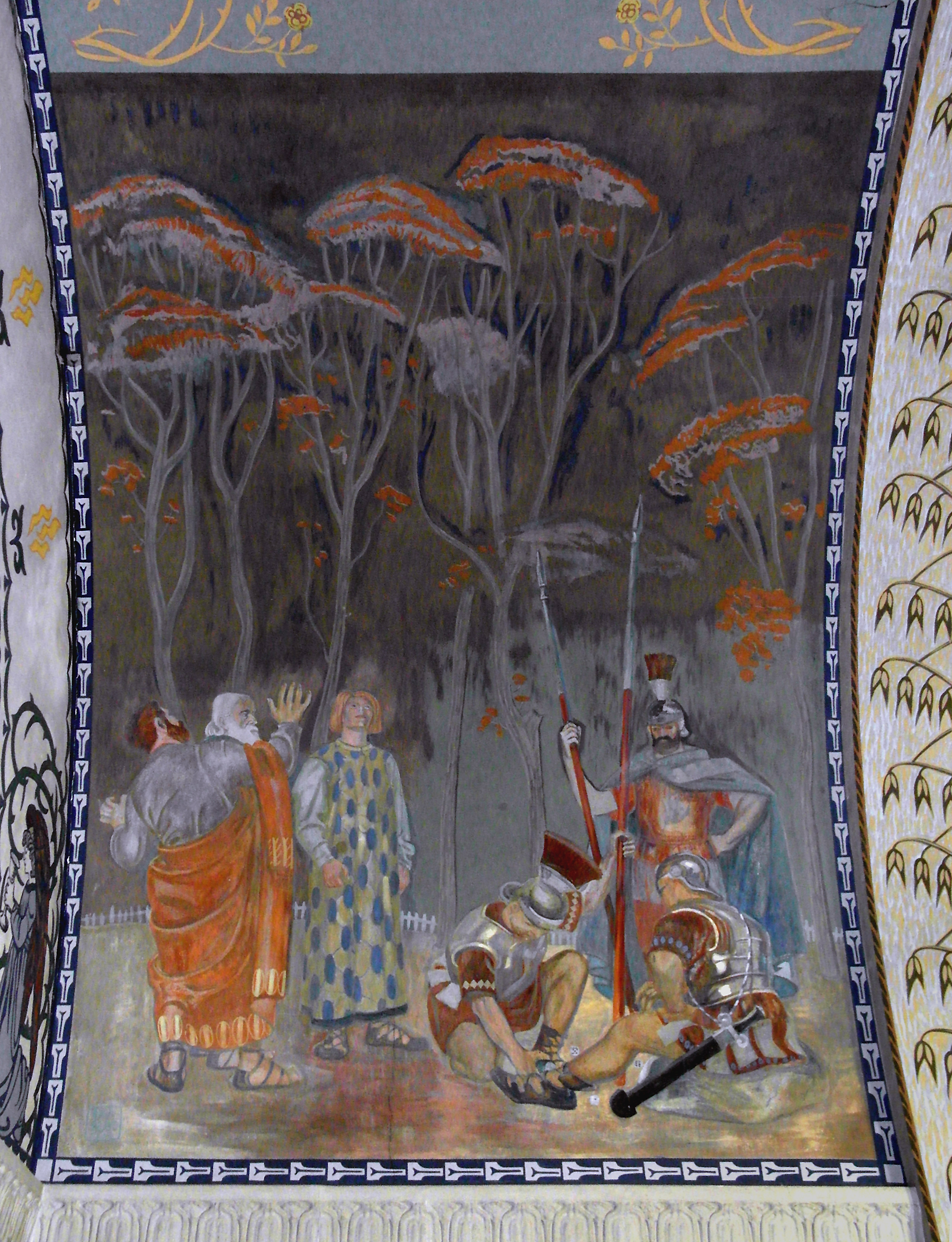
Deckengemälde im Tonnengewölbe über dem Altarraum St. Trinitatis in Wiesa

Totentanz, Fenster des Hauptfriedhofs Bochum

Perks studierte an der Kunstakademie Dresden. Dort war er Schüler von Otto Gussmann, mit dem er zusammenarbeitete und den Jugendstil in Dresden prägte. Bis 1906 schuf er aus Mitteln der Freiherr von Bielschen Stiftung für Fresko-Malerei eine Serie von Fresken im Schloss Kötitz (heute Wermsdorf, Schloss 1945 abgerissen). Auch schuf er Deckengemälde und entwarf Fenster für St. Trinitatis in Wiesa (Thermalbad Wiesenbad).
1919 wurde er von Erich Kleinhempel berufen als Lehrer an die Kunstgewerbeschule Bremen, ab 1934 umbenannt in Nordische Kunsthochschule, und leitete dort bis 1939 das Atelier für dekorative Malerei. Vom 1. bis zum 31. Oktober 1931 zeigte Kunsthalle Bremen eine Ausstellung über Arbeiten von Paul Perks ab 1919, darunter Ölbilder, Zeichnungen und Aquarelle sowie Entwürfe und Kartons zu Wandmalereien.
Im Bremer Adressbuch ist er ab 1920 unter der Adresse Landweg 14, Bremen-Ostertor, und ab 1927 bis zu seinem Tode 1939 in seinem Wohnhaus mit Atelier Alten Eichen 32 in Bremen-Horn, schräg gegenüber dem Künstlerkollegen Eduard Scotland, nachweisbar. Das Wohnhaus war von den Bremer Architekten  Behrens & Neumark entworfen worden und wurde 1991 abgebrochen.
Seine letzte Arbeit waren Fenster des Hauptfriedhofs Bochum, die in Anlehnung an alte Totentanz-Darstellungen verschiedene Personen darstellte: Den Tod, den Bergmann, den armen sowie den reichen Mann usw. Der Kämpfer war einem SA-Mann mit Hakenkreuzflagge nachempfunden. Die Fenster wurden im Zweiten Weltkrieg zerstört. Weiterhin stammen erhaltene florale Ornamente mit Tierzeichen und Okuli von Perks. Er starb noch vor der Fertigstellung der Trauerhalle und wurde auf eigenen Wunsch auf dem Friedhof beigesetzt. An ihn erinnert neben dem Eingang zur Trauerhalle sein ehemaliger Grabstein.
Perks war Gründungsmitglied  der Künstlervereinigung Dresden und Vorstandsmitglied im Künstlerbund Bremen.

## Werk (Auswahl)
- um 1899: Lucca, Werbeplakat (Lithografie)
- 1899: Erster Preis Preisausschreiben für ein Plakat Deutsche Congnacbrennerei vorm. Gruner & Co. in Siegmar[8]
- 1901: Internationale Kunstausstellung Dresden 1901: Gestickter Wandteppich[9]
- 1904: Ausmalungen und Fenstergestaltung St. Trinitatis in Wiesa (Thermalbad Wiesenbad), Entwurf Schilling & Graebner[10]
- 1905/1906: Zyklus von Wandgemälden in Schloss Kötitz[11]
- 1907: Zwei Kirchenfenster, dargestellt sind die Reformatoren  Melanchthon und  Luther, für die Lutherkirche Döhlen[12]
- bis 1908: Mosaik an der 32. Bezirksschule in Dresden (Die sieben Schwaben), Architekt Hans Erlwein[13]
- bis 1908: Wandbild Jugend und Alter[14]
- 1908: Kirchenfenster, Stiftung der Gemeinde Ponickau in der Kirche St. Bartholomäus (Röhrsdorf)?[15]
- bis 1910: Dekorationsmalerei im  Schloss Albrechtsberg[16]
- bis 1910: Zyklus von Deckenmalereien in Vestibül, Treppenhaus und Wandelhalle des Neuen Rathauses Chemnitz[17]
- 1910: Dekorationsmalerei in der Gaststube und der Weinstube vom Städtischen Vieh- und Schlachthof Dresden, Architekt Hans Erlwein[18]
- bis 1911: Dekorationsmalerei im Vestibül und Klassentüren der Höheren Töchterschule Dresden, Architekt Hans Erlwein[19]
- bis 1911: Fenster im Sitzungszimmer des Hochbauausschusses im Rathaus zu Dresden[20]
- bis 1912: Dekorationsmalerei im Sitzungssaal der Handelskammer zu Dresden[21]
- 1912: monumentales Wandbild Kreuzigung in der Lutherkirche Döhlen
- bis 1913: Dekorationsmalerei in einem privaten Vorzimmer[22]
- bis 1913: Dekorative Malereien[23]
- 1914: Saal der Stadt Dresden im Sächsischen Haus auf der Werkbundausstellung in Köln, Architekt Hans Erlwein, farbige Abstimmung des Raums und Entwurf des Fußbodens[24]
- 1920: Gefallenenehrung im Haupttreppenhaus des Gerichtsgebäudes an der Domsheide, Bremen: Ehrengedenktafeln für Gefallene aus dem Gerichtspersonal und zwei Gemälde (sterbende Krieger) im bekrönenden Bogen[25]
- 1922: Entwürfe für Dekorationsmalerei für das Bremer Haus auf der Kunstausstellung München 1922 (nicht angenommen): „Empfangszimmer eines Reeders“ und „Gartensaal eines Reeders“[26]
- 1923: Ausmalung der Thermalschwimmhalle mit Eisenbetonwölbung in Bad Ragaz (Schweiz), Architekt John Diethelm (1881–1954); nach 1945 übermalt[27]
- bis 1924: Ausmalung einer kleinen, überwölbten Kneipstube im Burgkellers zu Jena („Schluckein“); Umbau des Burgkellers durch Emil Högg und R. Müller[28]
- 1925/1926: Stadthalle Bremerhaven, Ausmalung des Alten Saals, Entwurf der vier großen silbernen Deckenleuchter (zerstört)[29][30]
- 1928: Konzerthaus  Die Glocke, Bremen Domsheide: Drei antikisierende Figuren, Apoll und zwei Musen, auf der Supraporte des Bühnenportals im Kleinen Konzertsaal; Ausmalung eines der Klubräume des Künstlervereins im zweiten Stock: „launige“ Malereien im Spielzimmer[31]
- 1928: Ausmalung der Heilandskirche in Hamburg-Uhlenhorst, Winterhuder Weg 132, Architekt Emil Heynen[32]
- 1928: Entwürfe für Lederbespannungen im Herrenzimmer von Schloss Hohehorst bei Bremen (Ausführung Adolf Hagens)
- 1938: Totentanz, Glasfenster in der Großen Trauerhalle auf dem Hauptfriedhof Bochum (zerstört)[33]
- 1939: Florale Ornamente mit Tierzeichen, Okuli der Großen Trauerhalle auf dem Hauptfriedhof Bochum[34]